# 11013 Kullander
11013 Kullander eller 1982 QP1 är en asteroid i huvudbältet som upptäcktes den 16 augusti 1982 av den svenske astronomen Claes-Ingvar Lagerkvist vid La Silla-observatoriet i Chile. Den är uppkallad efter den svenske fysikern Sven Kullander.
Asteroiden har en diameter på ungefär 3 kilometer och den tillhör asteroidgruppen Nysa.